# Valois Johanna hainaut-i grófné
Valois Johanna (Longpont, 1294 körül – Fontenelle apátság, Maing, 1342. március 7.) francia királyi hercegnő, 
VI. Fülöp francia király testvére, férje, I. Vilmos hainaut-i gróf révén Hainaut grófnéja.

## Származása
1294 körül született Longpont városában, Franciaország Aisne nevű tartományában, Valois Károly gróf és első felesége, Anjou Margit grófnő harmadik gyermekeként és második leányaként. Apai nagyszülei III. Fülöp francia király és Aragóniai Izabella, míg anyai nagyszülei II. Károly nápolyi király és Árpád-házi Mária magyar hercegnő, V. István magyar király leánya voltak.
1299-ben Johanna félárva lett, mikor édesanyja meghalt. Apja ezután még kétszer nősült újra, 1301-ben, majd 1308-ban.

### Testvérei
Szülei, Valois Károly és Anjou Margit házasságából született édestestvérei:
- Izabella (1292 – 1309)
- Fülöp gróf (1293 – 1350), később VI. Fülöp néven ő lett Franciaország első királya a Valois-házból
- Margit (1295 – 1342)
- Károly (1297 – 1346), később II. Károly néven Alençon grófja
- Katalin (1299 – 1300)

Féltestvérei apja második felesége, Courtenay Katalin révén:
- János (1302 – 1308), Chartres grófja
- Katalin (1303 – 1346), II. Katalin néven Achaea hercegnője
- Johanna (1304 – 1363), aki III. Róbert artois-i grófhoz ment nőül
- Izabella (1306 – 1349), Fontevrault zárdafőnökasszonya

Féltestvérei apja harmadik, Chatillon Matilddal kötött házasságából:
- Mária (1309 – 1328), Károly calabriai herceg felesége
- Izabella (1313 – 1383), I. Péter bourbon herceg felesége
- Blanka (1317 – 1348), IV. Károly német-római császár hitvese
- Lajos (1318 – 1328), Chartres grófja

Károly grófnak született egy házasságon kívüli gyermeke is egy ismeretlen nevű nőtől, bizonyos Avignoni Teréza, aki később megkapta apjától Avignon tartomány grófnői címét.

## Élete
Johanna támogatta unokatestvérét, Franciaországi Izabellát, mikor az konfliktusba keveredett saját férjével, II. Eduárd angol királlyal. Később mégis rokoni szál jött létre Johanna és II. Eduárd között, amikor az angol uralkodó fia, Eduárd wales-i herceg, a későbbi III. Eduárd angol király és Johanna leánya, Filippa eljegyezték egymást. 1332-ben Filippa walesi hercegnéből királyné lett, mikor apósa, II. Eduárd elhunyt. Abban az időszakban egy másik, főleg diplomáciai okokból kötött eljegyzés is házassággal végződött, ugyanis Izabella királyné leánya, Eleonóra hercegnő és II. Regináld, Guelders hercege egybekeltek, Johanna pedig ez alkalomból meglátogatta Filippát Angliában.
A grófné 1337-ben megözvegyült, utána pedig, mint ahogy általában a kor arisztokrata özvegyasszonyai is tették, zárdába vonult, s ő lett a fontenelle-i apátság rendfőnökasszonya. 1340-ben veje, III. Eduárd tengeri támadást intézett Johanna bátyja, VI. Fülöp francia uralkodó ellen, nem messze Sluystől, majd pedig hozzáfogott Tournai ostromához, ami nem sokáig tartott, mivel időközben az angol királynak pénzügyi gondjai támadtak a hadjárat folytatása kapcsán. XII. Benedek pápa arra kérte az özvegy grófnét, hogy próbálja meg kibékíteni egymással a két uralkodót, már csak a köztük lévő rokoni szál miatt is. Johanna először bátyját, Fülöpöt kereste fel, akinek szinte könyörgött, hogy tegye le a fegyvert, majd pedig Eduárd sátrában arra kérte vejét, kössön békét a francia királlyal. Végül a pápának kellett felszólítania a két királyt, hogy presztízsveszteség nélkül írják alá a fegyverszünetet.
Johanna 1342. március 7-én, 47-48 éves korában a Fontenelle apátságában távozott az élők sorából.

## Házassága
Johanna 1305. május 23-án, mindössze 10-11 évesen hozzáment a nála körülbelül 8 évvel idősebb I. Vilmos hainaut-i grófhoz. A párnak nyolc gyermeke született:
- János (1316-ban meghalt)
- Margit (1310 – 1356), öccse, Vilmos halála után II. Margit néven Hainaut grófnője, IV. Lajos német-római császár felesége
- Johanna (1311 – 1374), V. Vilmos, Jülich tartomány hercegének hitvese
- Filippa (1314 – 1369), III. Eduárd angol király felesége
- Vilmos (1317 – 1345), apja után ő lett Hainaut grófja II. Vilmos néven
- Ágnes (? – 1327 után)
- Izabella (1323 – 1361), aki Namuri Róbert hitvese lett
- Lajos (1325 – 1328)